# Cochlostoma fuchsi
Cochlostoma fuchsi is een slakkensoort uit de familie van de Megalomastomatidae. De wetenschappelijke naam van de soort is voor het eerst geldig gepubliceerd in 2004 door Feher.